# Mutualidad laboral
Las mutualidades laborales fueron un conjunto de seguros sociales procedentes de las aportaciones obligatorias de los empresarios y trabajadores de las ramas de producción. Se implantó en España durante la dictadura de Francisco Franco, aproximadamente en el año 1954. Los beneficios de esta recaudación recaía sobre los trabajadores. Realmente las mutualidades se trataban de instituciones de carácter público institucional y sectorial. Cada sector productivo poseía su mutualidad, el número de mutualidades fue regulado por José Antonio Girón de Velasco, alcanzando unas 19 mutualidades desde el Instituto Nacional de Previsión (INP). La reforma de 1978 (R.D.L. 36/78 de Gestión Institucional de la Seguridad Social) dio por finalizadas las mutualidades laborales, siendo absorbidas sus funciones por la Seguridad Social, que vio así incrementada de forma notable su estructura y ámbito social adscritos a ésta. 